# Jason Smith (snowboardzista)
Jason Smith (ur. 11 stycznia 1982 w Aspen) – amerykański snowboardzista. Zajął 6. miejsce w snowcrossie na igrzyskach w Turynie. Na mistrzostwach świata najlepszy wynik uzyskał na mistrzostwach w Arosa, gdzie zajął 8. miejsce w snowcrossie. Najlepsze wyniki w Pucharze Świata osiągnął w sezonie 2005/2006, kiedy to zajął 32. miejsce w klasyfikacji generalnej, a w klasyfikacji snowcrossu był dziesiąty.

## Sukcesy

### Igrzyska olimpijskie
| Miejsce | Dzień     | Rok  | Miejscowość | Konkurencja    | Zwycięzca    |
| ------- | --------- | ---- | ----------- | -------------- | ------------ |
| 6.      | 14 lutego | 2006 | Turyn       | Snowboardcross | Seth Wescott |

### Mistrzostwa Świata
| Miejsce | Dzień       | Rok  | Miejscowość | Konkurencja    | Zwycięzca        |
| ------- | ----------- | ---- | ----------- | -------------- | ---------------- |
| 8.      | 14 stycznia | 2007 | Arosa       | Snowboardcross | Xavier de Le Rue |

### Puchar Świata

#### Miejsca w klasyfikacji generalnej
- 1999/2000 – 127.
- 2003/2004 – –
- 2004/2005 – –
- 2005/2006 – 32.
- 2006/2007 – 117.
- 2007/2008 – 145.
- 2008/2009 – 90.
- 2009/2010 – 224.

#### Miejsca na podium
1. Kronplatz – 14 stycznia 2006 (Snowcross) – 1. miejsce